# John Lane (poète)
Pour les articles homonymes, voir John Lane et Lane.
John Lane (fl. 1620) est un poète anglais. Proche ami du compositeur John Milton, il n'a pas d'éducation universitaire. Il publie deux poèmes, Tom Tel-troths Message and his Pens Complaint (1600), d'ordre satirique et An Elegie vpon the Death of the high and renowned Princesse our late Soueraigne Elizabeth (1603). Il laisse une continuation du Conte de l'écuyer de Geoffrey Chaucer sous forme de manuscrit.

## Source de la traduction
- (en) Cet article est partiellement ou en totalité issu de l’article de Wikipédia en anglais intitulé « John Lane (poet) » (voir la liste des auteurs).